# Avenal
Avenal je město ležící v okrese Kings County ve státě Kalifornie v USA. Město má 15 505 obyvatel (sčítání obyvatel z roku 2010). Avenal se nachází 290 kilometrů severně od Los Angeles a 320 kilometrů od Sacramenta a San Franciska. Město bylo pojmenováno španělskými průzkumníky a vojáky podle ovsa (španělsky se řekne oves Avena). První Američané sem přišli v 50. letech 19. století.